# Chiparos

Chiparosul (Cupressus sempervirens L.) este un arbore rășinos din familia cupresaceelor, originar din sud-estul Europei, nordul Africii și vestul Asiei, de circa 25 m înălțime, cu coroana foarte densă, îngustă, columnară sau piramidală și frunze persistente; lemnul, rezistent și parfumat, este utilizat în industrie.
Frunzele sale sunt mici, solzoase, rombice, dispuse opus și alipit pe lujeri.
Conurile femele sunt mici, sferice, de mărimea unei nuci, cu 8-12 carpele solzoase penta- sau hexagonale. Trăiește peste 1000 de ani.
Chiparosul se găsește în estul Mediteranei: Creta, Cipru, insulele estice din marea Egee, Grecia; nordul Africii: Libia; vestul Asiei: Iran, Israel, Iordania, Liban, Siria, Turcia.
Azi, se cultivă ca arbore ornamental aproape în toate ținuturile mediteraneene.